# Zesticelus japonicus
Zesticelus japonicus és una espècie de peix pertanyent a la família dels còtids.